# Calodia hemicycla
Calodia hemicycla är en insektsart som beskrevs av Nielson 1982. Calodia hemicycla ingår i släktet Calodia och familjen dvärgstritar. Inga underarter finns listade i Catalogue of Life.